# Napoléon Chancel
Pour les articles homonymes, voir Chancel (homonymie).
Napoléon Chancel, né à Valence (Drôme) le 12 septembre 1808 et mort à Nice le 26 décembre 1883, est un militant révolutionnaire français du XIXe siècle.

## Biographie

### Premières activités républicaines
Auguste-Napoléon-Cyprien Chancel est le fils de Marie-Honoré-Clotilde Bouvier et de Cyprien-Joseph-Augustin Chancel-Dusserre, receveur des contributions directes à Valence.
Après des études au collège de Grenoble, Napoléon Chancel poursuit des études de droit à Paris, où il se mêle aux milieux républicains estudiantins. Le 19 novembre 1827, il se trouve ainsi derrière les barricades de la rue Saint-Denis, ce qui lui vaut une première incarcération à Sainte-Pélagie. Le 19 janvier 1831, lors d'une manifestation en l'honneur de deux héros de l'insurrection polonaise, Ramorino et Langermann, Chancel est parmi la foule qui est chargée par la cavalerie.
Peu de temps après, il appartient à la Société des droits de l'homme, pour laquelle il milite dans son Dauphiné natal. En décembre 1833, il est ainsi arrêté lors de la dispersion d'une réunion républicaine à Romans. S'étant rendu coupable d'outrages à l'encontre d'un gendarme, il est condamné à un mois de prison par le tribunal de Valence en janvier 1834. Il bénéficie alors du soutien de l'organe local des républicains, le journal Le Dauphinois (devenu plus tard Le Patriote des Alpes), dont l'un des principaux rédacteurs, Frédéric Farconnet, le convainc de faire appel de sa condamnation. Un autre républicain, l'avocat Saint-Romme se charge quant à lui de la défense de Chancel ainsi que du versement de la caution. Le 6 février 1834, le procès, qui se tient à Grenoble, donne lieu à diverses manifestations républicaines. La Cour réserve son jugement, Chancel s'étant pourvu en cassation.
Entre le 9 avril et le 14 avril 1834, plusieurs émeutes et tentatives d'insurrection éclatent dans le sillage de la seconde révolte des canuts lyonnais. À Grenoble, Chancel tente en vain de soulever le faubourg Saint-Joseph. Pour échapper aux poursuites, Chancel s'enfuit en Suisse. C'est donc par défaut qu'il est condamné, le 16 août, à deux mois de prison à la suite de l'affaire de Romans. Son absence fait perdre à Saint-Romme les 2 000 francs de la caution déposée en janvier.
Le 9 janvier 1836, Chancel est condamné par contumace à dix ans de prison par la Cour des pairs en raison de son implication dans les troubles d'avril 1834. Une amnistie générale lui permet de rentrer en France deux ans plus tard, en 1838. Revenu dans le Dauphiné, il ne fait cependant plus l'unanimité parmi les républicains locaux : Saint-Romme lui reproche de refuser de rembourser la caution de 1834 tandis que Louis Vasseur va jusqu'à le suspecter d'être un « employé de la police secrète ». Ayant répliqué à Vasseur par un violent pamphlet, Chancel est condamné pour diffamation en 1840. Discrédité parmi les républicains dauphinois, c'est à Paris qu'il poursuit ses activités politiques.

### Sous la Seconde République
La Révolution de février 1848, à laquelle il prend part, ouvre à Chancel de nouvelles perspectives. Proche d'Étienne Arago et d'autres rédacteurs de La Réforme, il adhère également à la Société républicaine centrale d'Auguste Blanqui. Grâce à ces appuis, il est nommé délégué du gouvernement provisoire à la commission des récompenses nationales.
Il obtient ensuite un poste de commissaire du gouvernement provisoire dans son département natal, la Drôme, où il compte se faire élire représentant du peuple (député) à l'occasion des élections d'avril. En raison de son passif local, il est très mal accueilli par son collègue Fournery et par les républicains locaux, plus modérés, ce qui le pousse à chercher des appuis socialistes dans la population ouvrière de Valence (12-13 avril). Arrivé sur place le lendemain de cette tentative de soulèvement, le commissaire général Jean-Baptiste Froussard (compétent pour la Drôme, l'Isère et les Hautes-Alpes) révoque Chancel et lui ordonne de quitter le département. Chancel réagit en organisant une manifestation ouvrière, mais celle-ci est facilement dispersée par les autorités, tandis que le fauteur de troubles est arrêté et expédié à Grenoble. Le procureur général chargé d'instruire la tentative d'insurrection n'est autre que Saint-Romme, ce qui augure d'un jugement sans complaisance en Cour d'assises. Or, les appuis parisiens de Chancel permettent la libération puis l'amnistie de ce dernier par le gouvernement provisoire (5 mai).

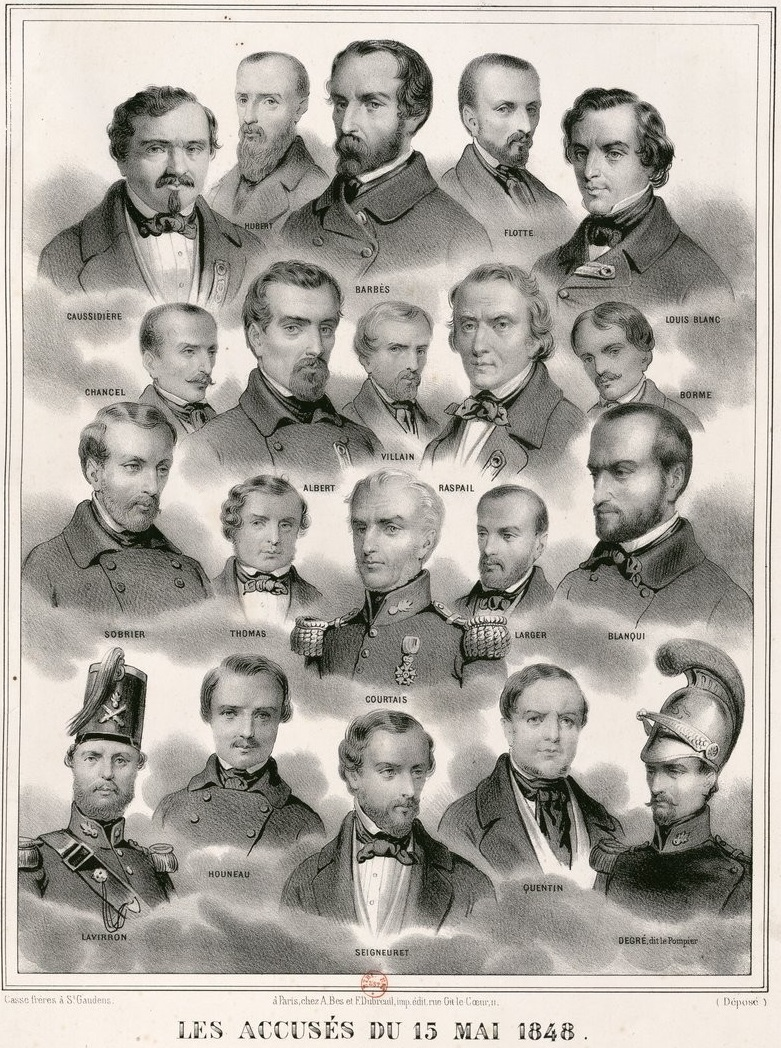
Lithographie représentant les accusés du 15 mai 1848. Le portrait de Chancel est à gauche de la seconde rangée.

Revenu à Paris, il prend part à la manifestation du 15 mai 1848, une marche pacifique qui dégénère en envahissement de l'Assemblée nationale et en tentative d'insurrection. Chancel en profite pour injurier et menacer Froussard et Saint-Romme, présents à l'Assemblée en tant qu'élus de l'Isère. En sortant de la salle, il se dirige, armé d'un fusil, vers l'hôtel de la direction des Postes afin d'en prendre possession. Les autorités reprennent finalement le dessus. Accusé d'avoir commis un attentat contre le gouvernement, Chancel se réfugie une nouvelle fois en Suisse. C'est donc par contumace qu'il est jugé par la Haute Cour de justice de Bourges. À l'issue du procès, le 3 avril, il est condamné à la déportation.

### Second exil puis retour en France
Réfugié à Lausanne avec d'autres révolutionnaires, Chancel est accusé d'y avoir participé, pendant la nuit du 11 au 12 avril 1850, à l'agression d'un ennemi des « rouges », l'avocat bisontin Clerc de Landresse. Le Conseil fédéral suisse en tire prétexte pour décider de l'expulsion de Chancel et de plusieurs autres proscrits. Arrêté quelques mois plus tard à Genève puis brièvement transféré à Berne, Chancel est finalement expulsé de Suisse en mars 1851. Embarqué pour Constantinople, on le retrouve dès 1852 à Nice puis à Turin, villes du royaume de Sardaigne. Au cours de ces années d'errance, il prétend avoir été incarcéré à Pola parmi les prisonniers politiques issus des bataillons garibaldiens.
En juillet 1855, sa condamnation à la déportation est commuée en surveillance perpétuelle. Il finit cependant par être arrêté en France, peut-être en vertu d'une mesure de sûreté générale, et interné à Lambèse. En juin 1858, comme Saint-Romme a fait mettre la séquestre sur la succession des parents de Chancel afin de récupérer les 2 000 francs dus depuis 1834, Chancel obtient du gouvernement impérial le droit de revenir dans le Dauphiné pour y défendre ses intérêts. Son avocat est un légitimiste, Casimir de Ventavon. Après plusieurs années de procédures et d'attaques pamphlétaires contre son créancier, Chancel perd ses procès.
Depuis sa libération en 1858 jusqu'au remboursement des 2 000 francs dus à Saint-Romme en 1861, Chancel a bénéficié du soutien secret du gouvernement impérial, qui voyait dans cette affaire un moyen de jeter le discrédit et la zizanie au sein des républicains dauphinois. Il aurait même touché une somme de 7000 francs du docteur Conneau, homme de confiance de Napoléon III. Le gouvernement permet également à Chancel de publier un nouveau pamphlet contre ses anciens camarades en 1862 (Je ne puis me taire!! Deuxième mémoire dédié à mes concitoyens, Genève, 1862).
Installé par la suite à La Tour-du-Pin puis à Valence, Napoléon Chancel meurt à l'hôtel des négociants, rue Pastorelli, à Nice le 26 décembre 1883.
Philippe Vigier, historien de la Seconde République, a jugé « très délicate à résoudre » la question de savoir si Chancel était sincère dans ses engagements ou s'il était, au contraire, un « aventurier sans scrupule » n'ayant pas hésité à « émarger aux fonds secrets ».